# (36745) 2000 RC64
2000 RC64 (asteroide 36745) é um asteroide da cintura principal. Possui uma excentricidade de 0.19702660 e uma inclinação de 7.44622º.
Este asteroide foi descoberto no dia 3 de setembro de 2000 por LINEAR em Socorro.